# Lophuromys cinereus
Lophuromys cinereus és un rosegador del gènere Lophuromys. És endèmic del Parc Nacional de Kahuzi-Biega, a la República Democràtica del Congo, on viu a un altitud de més de 2.000 metres. Els seus hàbitats naturals són els aiguamolls de Cyperus latifolius de montà i els herbassars relativament secs amb arbres de les espècies Hagenia abyssinica i Kotschya africana. Es desconeix si hi ha cap amenaça significativa per a la supervivència d'aquesta espècie.